# Peder Christian Andersen
Peder Christian Andersen, a menudo abreviado como P. Chr. Andersen (5 de abril de 1892 – 12 de marzo de 1964), fue un oficial deportivo y periodista noruego.
Nació en Sagene como hijo de un tejedor. Terminó la escuela secundaria en 1909 y fue empleado en la revista Sport. Su asignación más notable aquí fue reportar desde los Juegos Olímpicos de Estocolmo 1912, una estancia que él mismo pagó. Fue contratado en el periódico del movimiento obrero Social-Demokraten como periodista deportivo. Dejó el periódico por razones políticas en 1919 y fue contratado en Aftenposten. Fue ascendido a subeditor en 1925 y editor de noticias en 1945. Se retiró en 1963. Es conocido por reclutar a Sverre Mitsem para escribir la columna satírica "SORRY e. Trollhaugens Tass" para Aftenposten. Mitsem lo hizo desde 1946 hasta 1996. Andersen también fundó, publicó y editó la revista Idrettsliv de 1915 a 1928. En 1945 contribuyó a Oslopressen. Escribió varios libros.
Andersen fue activo en el deporte del fútbol asociación y ofició partidos en los Juegos Olímpicos de París 1924 así como en tres finales de la Copa de fútbol de Noruega y el partido inaugural del Ullevaal stadion en 1926. Cofundó y jugó para el SFK Njord desde 1912; el club fue un precursor de Skeid. Fue miembro de la junta de la Asociación de Fútbol de Noruega de 1914 a 1918 y de 1926 a 1926, y secretario de 1918 a 1925. También comentó partidos de fútbol en la era temprana de la radio noruega. Entre los torneos notables comentados por Andersen se encuentran los Fútbol en los Juegos Olímpicos de Berlín 1936 y la Copa Mundial de la FIFA 1938.
Andersen recibió el Premio Narvesen de periodismo en 1960, y fue condecorado con la Orden de Dannebrog. Estuvo casado con Mimi Petersen (1893–1975) desde 1919, tuvo dos hijas y murió en marzo de 1964 en Oslo.